# TEMPEST
TEMPEST (сокращение от Transient ElectroMagnetic Pulse Emanation STandard) представляет собой стандарт на переходные электромагнитные импульсные излучения работающей радиоэлектронной аппаратуры.
Аббревиатура TEMPEST появилась в конце 60-х начале 70-х годов, как название секретной программы Министерства Обороны США по разработке методов предотвращения утечки информации через различного рода демаскирующие и побочные излучения электронного оборудования. В России этот канал утечки информации называется ПЭМИН (Побочные Электро Магнитные Излучения и Наводки). В Европе и Канаде применяется термин Compromising emanation (компрометирующее излучение).
В настоящее время термин TEMPEST не является аббревиатурой и применяется и как синоним компрометирующих излучений, и как название технологии, минимизирующей риск утечки секретной информации путём перехвата и анализа различными техническими средствами побочных электромагнитных излучений. В понятие TEMPEST входят также стандарты на оборудование, средства измерения и контроля. Довольно часто термин TEMPEST используется и в контексте описания средств нападения (TEMPEST-атака, TEMPEST-подслушивающие устройства). Впринципе, это неправильно. TEMPEST предназначен для пресечения побочных излучений, а не для их использования. Однако, такое применение термина встречается довольно часто и не приводит к неправильному толкованию.

## Документы
Официально же к проблемам TEMPEST в развитых странах относятся очень серьёзно. Так, в США национальная TEMPEST политика была установлена National Communications Security Committee Directive 4 в 1981 году (National Policy on Control of Compromising Emanations). В секретном документе NACISM-5100A (National Communication Instruction Security) описаны стандарты и требования к измерительным приборам и методикам, инструкции по защите от побочных излучений.
В США введена следующая классификация устройств и систем с защитой информации (для частного бизнеса используется классификация ZONE, которая позволяет применять менее дорогие устройства):
- NATO SDIP-27 Level A (аналог стандарта AMSG 720B) и NSTISSAM Level 1: оборудование данного класса относятся к категории высшей степени секретности (NATO Zone 0). Оборудование должно быть утверждено Агентством Национальной Безопасности США и предназначено для использования только правительственными учреждениями США;
- NATO SDIP-27 Level B (аналог стандарта NATO AMSG 788A) и NSTISSAM Level 2: оборудование данного класса предназначено для защиты менее секретной, но «критичной» информации, однако также требуется одобрение Агентством Национальной Безопасности (NATO Zone 1);
- NATO SDIP-27 Level С (аналог стандарта AMSG 784) и NSTISSAM Level 3: оборудование данного класса предназначено для защиты несекретной, но «критичной» или коммерческой информации (NATO Zone 1). Оборудование регистрируется Национальным институтом стандартов и технологий.

Сертификация TEMPEST оборудования описана в документе Агентства Национальной Безопасности «NSA TEMPEST Endorsement Program».
National Communications Security Instruction (NACSI) 5004 (Инструкция по национальной коммуникационной безопасности), имеющая гриф секретности, была опубликована в январе 1984. Данная инструкция определяет меры по обеспечению безопасности информации для всех отделов и агентств, где обрабатываются данные, имеющие гриф секретности или касающиеся национальной безопасности США.
Кроме этого, в настоящее время существует ещё более 30 документов. Вот некоторые из них:
- NACSIM 5000, TEMPEST Fundamentals (Теория TEMPEST), принятый в 1982 году и имевший до последнего времени гриф «конфиденциально»;
- NACSIM 5009, Technical Rational: Basis for Electromagnetic Compromising Emanations Limits, имеющий гриф «конфиденциально»;
- NACSIM 5109, TEMPEST Testing Fundamentals (TEMPEST : Теоретические основы тестирования), принятый в марте 1973 года;
- NACSIM 5203, Guidelines for Facility Design and RED/BLACK Installation, июнь 1982 года, гриф «конфиденциально»;
- NTISSI 7000, National Telecommunications and Information Systems Security Instruction, TEMPEST Countermeasures for Facilities (Безопасность национальных коммуникаций и информационных систем, TEMPEST: средства проведения измерений), октябрь 1988 года;
- NTISSP 300, National Telecommunications and Information Systems Security Policy, National Policy on the Control of Compromising Emanations (Политика безопасности национальных коммуникаций и информационных систем. Национальная политика контроля компрометирующих излучений), принятый в 1988 году;
- DOD Директива C-5000.19, Control of Compromising Emanations (Контроль компрометирующих излучений), датированная февралем 1990 года.

И ряд стандартов на интерфейсы:
- MIL-STD-461E, Department of Defense Interface Standard, Requirements For The Control of Electromagnetic Interference Characteristics of Subsystems And Equipment (Replaces previous 461 and 462);
- MIL-HDBK-232, Red/Black Engineering — Installation Guidelines;
- MIL-STD-188-124, Grounding, Bonding, and Shielding for Common Long Haul and Tactical Communications Systems;
- MIL-STD-285, Method of Attenuation Measurement for Enclosures, Electromagnetic Shielding for Electronic Test Purposes.

Кроме того, в сентябре 1984 года была принята National Security Decision Directive 145 (Национальная директива решений безопасности № 145), которая определяет Агентство национальной безопасности как основное учреждение и национального администратора безопасности правительственных телекоммуникаций и автоматизированных информационных систем. АНБ было уполномочено производить обзор и проверять все стандарты, технику, системы и приборы для безопасности автоматизированных информационных систем, в том числе и по TEMPEST. В этой роли АНБ вырабатывает рекомендации Национальному комитету по телекоммуникациям и безопасности информационных систем для проведения необходимых изменений в стандарте TEMPEST.
Расстояние, на котором возможен перехват данных по каналу ПЭМИН, может составлять от десятков до сотен метров в зависимости от типа оборудования без необходимости обеспечения прямого доступа к нему.

## Разделение оборудования на «черное» и «красное»
В правительственных системах существует принцип разделения оборудования на так называемое, «красное» и «черное». «Красное» оборудование, используемое для обработки конфиденциальной информации (например, мониторы) должно быть изолировано фильтрами и экранами от «черного» (например, радио-модемов), которое передает данные без грифа секретности.
Оборудование, имеющее оба типа соединений («красное», «черное»), такое как, например, шифровальные машины или защищенные рабочие станции должно быть особым образом протестировано. Разделение оборудования на «красное» и «черное» было определено стандартом NACSIM 5100, принятым в 1970 году.

## История
Исследования побочных излучений были начаты ещё в начале 20-го века. Самыми первыми, пожалуй, были работы Герберта О. Ярдли, который разрабатывал способы выявления и перехвата скрытых радиопередач для армии США. При проведении исследований Ярдли обратил внимание на присутствие побочных излучений и предположил, что они также могут нести полезную информацию.
Долгое время все, что было связано с понятием TEMPEST, было окутано завесой секретности. Первое сообщение, появившееся в открытой печати, принадлежит голландскому инженеру Виму ван Эйку, опубликовавшему в 1985 году статью «Электромагнитное излучение видео-дисплейных модулей: Риск перехвата?». Статья посвящена потенциальным методам перехвата композитного сигнала видеомониторов. В марте 1985 года на выставке Securecom-85 в Каннах ван Эйк продемонстрировал оборудование для перехвата излучений монитора. Эксперимент показал, что перехват возможен с помощью слегка доработанного обычного телевизионного приемника. Завеса тайны была прорвана.
Особенно бурное развитие TEMPEST-технологии получили в конце 80-х, начале 90-х годов. Это связано как с осознанием широкой общественностью опасности TEMPEST угроз, так и с широким развитием криптографии. Применение при передаче информации стойких алгоритмов шифрования зачастую не оставляет шансов дешифровать перехваченное сообщение. В этих условиях TEMPEST-атака может быть единственным способом получения хотя бы части информации до того, как она будет зашифрована.

## Технология Soft TEMPEST
Процесс перехвата секретной информации путём приема паразитного излучения композитного сигнала монитора вполне реален, но процесс этот достаточно длителен — нужно дождаться, пока пользователь выведет на экран монитора интересующую секретную информацию. Это может занять дни или даже недели.
Проведенные Маркусом Куном в 1998 году экспериментальные исследования подтвердили, что существует другая возможность добывания секретной информации. Нужный компьютер «заражается» специальной программой-закладкой («троянский конь») любым из известных способов. Программа ищет необходимую информацию на диске и путём обращения к различным устройствам компьютера вызывает появление побочных излучений. Например, программа-закладка может встраивать сообщение в композитный сигнал монитора, при этом пользователь, играя в любимый Солитер, даже не подозревает, что в изображение игральных карт вставлены секретные текстовые сообщения или изображения. С помощью разведывательного приемника (в простейшем варианте все тот же доработанный телевизор) обеспечивается перехват паразитного излучения монитора и выделение требуемого полезного сигнала.
Так родилась технология Soft Tempest — технология скрытой передачи данных по каналу побочных электромагнитных излучений с помощью программных средств. Предложенная учеными Кембриджа технология Soft Tempest по своей сути есть разновидность компьютерной стеганографии, то есть метода скрытной передачи полезного сообщения в безобидных видео, аудио, графических и текстовых файлах.
Основная опасность технологии Soft Tempest заключается в скрытности работы программы-вируса. Такая программа, в отличие от большинства вирусов не портит данные, не нарушает работу ПК, не производит несанкционированную рассылку по сети, а значит, долгое время не обнаруживается пользователем и администратором сети. Поэтому, если вирусы, использующие Интернет для передачи данных, проявляют себя практически мгновенно, и на них быстро находится противоядие в виде антивирусных программ, то вирусы, использующие побочные излучения электронного оборудования для передачи данных, могут работать годами, не обнаруживая себя.
В настоящее время технология Soft Tempest включает в себя не только способы разведки, но и программные способы противодействия разведке, в частности использование специальных TEMPEST — шрифтов, минимизирующих высокочастотные излучения.